# Didier Bienaimé
Pour les articles homonymes, voir Bienaimé.
 (mai 2020).
Si vous disposez d'ouvrages ou d'articles de référence ou si vous connaissez des sites web de qualité traitant du thème abordé ici, merci de compléter l'article en donnant les références utiles à sa vérifiabilité et en les liant à la section « Notes et références ».
Didier Bienaimé est un acteur français né à Troyes (Aube) le 9 juin 1961 et mort le 7 août 2004 à Laguépie (Tarn-et-Garonne), d'une crise cardiaque à l'âge de 43 ans. Il est le frère de Nathalie Bienaimé.

## Biographie
Originaire de Champagne, Didier Bienaimé fut éducateur pour de jeunes enfants, régisseur d'un groupe de chanteurs, avant de se lancer sur les scènes des cabarets de la rive gauche. Il a joué dans des téléfilms français, notamment Entre terre et mer en 1998 où il s'est fait connaître, ou dans La Kiné aux côtés de Charlotte Kady. Il fut pensionnaire à la Comédie-Française de 1992 à 1994. Il a aussi interprété le Christ dans le Marie de Nazareth de Jean Delannoy. Il meurt à 43 ans d'une crise cardiaque le 7 août 2004, alors qu'il passait ses vacances dans le sud de la France.

## Théâtre
- 1990 : La Vie de Galilée, de Bertolt Brecht, mise en scène d'Antoine Vitez, création à la Comédie-Française.
- 1991 : As you like it, de William Shakespeare, mise en scène de Marc François, dans le rôle d'Orlando.
- 1992 : Le Bal masqué de Mikhaïl Lermontov, mise en scène d'Anatoli Vassiliev, Comédie-Française Salle Richelieu
- 1992 : Antigone de Sophocle, mise en scène d'Otomar Krejča, Comédie-Française Salle Richelieu
- 1993 : L'Impromptu de Versailles et Les Précieuses ridicules de Molière, mise en scène de Jean-Luc Boutté, Comédie-Française Salle Richelieu

## Filmographie

### Cinéma
- 1995 : Marie de Nazareth, de Jean Delannoy : Jésus
- 2001 : La Grande Vie !, de Philippe Dajoux : Le pêcheur
- 2005 : Le Gambit turc (Турецкий гамбит), de Djanik Faïziev (Джаник Файзиев) : Un correspondant de guerre français, D'Hevrais

### Télévision
- 1994 : Julie Lescaut, épisode Ville haute, ville basse : Christophe Lambrosi
- 1997 : Entre terre et mer d'Hervé Baslé : Pierre Abgrall
- 1997 - 2001 : La Kiné, série créée par Thierry Lassalle : Stéphane Tellier
- 1999 : Premier de cordée, d'Édouard Niermans et P-A Hiroz : Georges
- 1999 : Joséphine, ange gardien, épisode Une nouvelle vie réalisé par Éric Taraud et Lorraine Lévy : Pierre
- 1999 : De plein fouet de Laurent Carcélès : Bruno
- 2000 : L'Inconnue du Val-Perdu, de Serge Meynard : Marc
- 2001 : Les Cordier, juge et flic, épisode Mensonges et Vérités réalisé par Jean-Marc Seban : Christian Delancelet
- 2001 : Ça s'appelle grandir d'Alain Tasma : Pierre
- 2002 : Juliette Lesage, médecine pour tous de Christian François : Gilles Lesage
- 2002 : Femmes de loi, saison 2, épisode 5, À bout de force réalisé par Emmanuel Gust : Frédéric Leclerc
- 2002 : L'Aube insolite de Claude Grinberg : Justin
- 2003 : Une femme d'honneur, saison 7, épisode 2, Droit de Garde réalisé par Marion Sarraut : Udo Walmer
- 2003 : Demain nous appartient de Patrick Poubel : Serge
- 2003 : Les Beaux Jours de Jean-Pierre Sinapi : Aimé
- 2004 : Le Pays des enfants perdus de Francis Girod : Le marchand de musique
- 2004 : Vous êtes de la région ? de Lionel Epp : Gus
- 2004 : Ariane Ferry, épisode Jeunesse éternelle réalisé par Gérard Cuq : Samuel Leroy
- 2004 : Le Miroir de l'eau d'Edwin Baily : Paul Marange (mort quelques jours avant la diffusion, la saga lui a été dédiée)
- 2004 : Marc Eliot, épisode C'est votre enfant réalisé par Édouard Niermans : Antoine
- 2004 : La Battante de Didier Albert : Philippe Gloaguen
- 2004 : Julie Lescaut, épisode Double vie réalisé par Bernard Uzan : Antoine Rousseau
- 2005 : Dolmen de Didier Albert : Philippe (décédé lors du tournage, la tournure de son personnage a alors été modifiée, la saga lui a été dédiée)